# SC Portos de Bissau
El SC Portos de Bissau es un equipo de fútbol de Guinea-Bissau que juega en la Tercera Liga de Guinea-Bissau, al tercera división de fútbol en el país.

## Historia
Fue fundado en el año 1957 en la capital Bissau y fue refundado en el año 1987 como Sport Club dos Portos de Bissau. El club ha ganado el título del Campeonato Nacional de Guinea-Bisáu en 1 ocasión en el año 1993, además de ganar la Taça de Guinea-Bissau en 3 ocasiones, todos los títulos ganados desde el año 1993, en donde obtuvieron el doblete.

## Palmarés
- Campeonato Nacional de Guinea-Bisáu: 1

1993
- Taça de Guinea-Bissau: 2

1993, 1998, 2006